# Peitschenmast (Segeln)

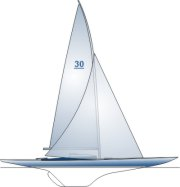
Peitschenmast auf einem 30-m²-Schärenkreuzer

Als Peitschenmast wird ein starrer (kein flexibler), im oberen Teil nach achtern (hinten) gebogener Schiffsmast einer hochgetakelten Segelyacht bezeichnet.
Die Mastform entstand um 1920 bei der Einführung der Hochtakelung, die die Gaffeltakelung ablöste. Der obere, nach achtern gebogene Verlauf des Mastes folgt dem Verlauf einer Steilgaffel. Mit einem Peitschenmast waren in den 1930er-Jahren unter anderem Yachten der Nationalen 45-m²-Kreuzerklasse, 30-m²-Schärenkreuzer, Vertenskreuzer sowie Boote der 15-m²-Binnenfahrt-Jollenklasse und die 20-m²-Binnenfahrt-Jollenkreuzerklasse ausgestattet.
Yachten mit Peitschenmast führten üblicherweise ein kleines Vorsegel. Mit der Einführung der Topptakelung (etwa um 1945) und der Verwendung größerer Vorsegel wurde der Peitschenmast nicht mehr gebaut und ist heute kaum mehr anzutreffen.